# Brachyrhaphis
Brachyrhaphis ist eine Gattung der lebendgebärenden Zahnkarpfen. Das Verbreitungsgebiet beschränkt sich auf Costa Rica und den Westen Panamas. Brachyrhaphis hartwegi kommt im mexikanischen Bundesstaat Chiapas und in Guatemala vor. Der Name leitet sich vom griechischen brachy (für kurz) und rhaphis (für Nadel) ab und bezieht sich auf das Begattungsorgan der männlichen Tiere.

## Merkmale
Brachyrhaphis-Arten sind meist bunt gefärbt. Die Basis der Afterflosse ist häufig schwarz pigmentiert, bei manchen Arten dehnt sich die Schwarzfärbung in beiden Geschlechtern bis auf die Afterflosse aus. Die Tiere werden zwischen 3 und 8 cm groß, wobei Männchen deutlich kleiner als Weibchen bleiben. Im Aquarium neigen die Fische zu Kannibalismus gegenüber Jungfischen und verhalten sich gegenüber Artfremden meist ruppig.

## Systematik
Lange Zeit nahm man an, Brachyrhaphis sei eine alte Entwicklungslinie der lebendgebärenden Zahnkarpfen, aus denen sich dann die modernen Gambusen (Gambusia) inklusive des Hechtkärpflings (Belonesox belizanus) entwickelt haben und fasste die drei Gattungen Brachyrhaphis, Gambusia und Belonesox im Tribus Gambusiini zusammen.
Neuere Forschungen stellen Brachyrhaphis in einen eigenen Tribus Brachyrhaphini mit einer relativ basalen Stellung innerhalb der lebendgebärenden Zahnkarpfen.

## Arten
Die Gattung Brachyrhaphis umfasst folgende zehn Arten:
- Brachyrhaphis episcopi (Steindachner, 1878) (Bischofskärpfling)
- Brachyrhaphis hartwegi Rosen & Bailey, 1963 (Hartwegs Kärpfling)
- Brachyrhaphis hessfeldi Meyer & Etzel, 2001
- Brachyrhaphis holdridgei Bussing, 1967
- Brachyrhaphis olomina (Meek, 1914)
- Brachyrhaphis punctifer (Hubbs, 1926)
- Brachyrhaphis rhabdophora (Regan, 1908) (Bullenkärpfling)
- Brachyrhaphis roseni Bussing, 1988
- Brachyrhaphis roswithae Meyer & Etzel, 1998
- Brachyrhaphis terrabensis (Regan, 1907) (Térraba-Kärpfling)

Für zwei weitere, ursprünglich zur Gattung Brachyrhaphis gehörenden Arten (B. cascajalensis und B. parismina) wurde 2019 die Gattung Hiatirhaphis eingeführt.